# Sjællands Storkreds
Sjællands Storkreds er en valgkreds i Landsdel Sjælland-Syddanmark.
Storkredsen blev oprettet i 2007. Den består af de tidligere amtskredse Storstrøms, Vestsjællands og Roskilde. På grund af Strukturreformen er der oprettet fire nye kredse (Greve, Faxe, Guldborgsund og Lolland), mens Lejrekredsen, Nykøbing Sjælland-kredsen, Sorøkredsen, Præstøkredsen, Nykøbing Falster-kredsen, Maribokredsen og Nakskovkredsen er blevet nedlagt. Grænserne mellem de øvrige kredse er blevet ændret.

## Opstillingskredse
Storkredsen er inddelt i følgende 12 opstillingskredse:
1. Lollandkredsen
2. Guldborgsundkredsen
3. Vordingborgkredsen
4. Næstvedkredsen
5. Faxekredsen
6. Køgekredsen
7. Grevekredsen
8. Roskildekredsen
9. Holbækkredsen
10. Kalundborgkredsen
11. Ringstedkredsen
12. Slagelsekredsen

## Valgresultater
| Parti                                       | Stemmer | %    | +/-   | Mandater | +/- | Valgte |
| ------------------------------------------- | ------- | ---- | ----- | -------- | --- | --- |
| Socialdemokratiet                           | 157.580 | 30,3 | +2,1  | 7        | -1  | Magnus Heunicke, Kaare Dybvad Bek, Astrid Krag, Kasper Roug, Mette Gjerskov, Frederik Vad, Rasmus Horn Langhoff |
| Venstre, Danmarks Liberale Parti            | 65.433  | 12,6 | -11,7 | 3        | -4  | Morten Dahlin, Jacob Jensen, Louise Schack Elholm                                                               |
| Moderaterne                                 | 56.326  | 10,8 | ny    | 3        | ny  | Lars Løkke Rasmussen, Charlotte Bagge Hansen, Mike Villa Fonseca                                                |
| SF - Socialistisk Folkeparti                | 50.778  | 9,8  | +1,0  | 3        | -   | Jacob Mark, Astrid Carøe, Anne Valentina Berthelsen                                                             |
| Danmarksdemokraterne - Inger Støjberg       | 41.865  | 8,1  | ny    | 2        | ny  | Peter Skaarup, Susie Jessen                                                                                     |
| Liberal Alliance                            | 34.435  | 6,6  | +4,8  | 2        | +2  | Lars-Christian Brask, Sandra Elisabeth Skalvig                                                                  |
| Det Konservative Folkeparti                 | 23.560  | 4,5  | -1,3  | 1        | -1  | Brigitte Klintskov Jerkel                                                                                       |
| Nye Borgerlige                              | 22.990  | 4,4  | +1,8  | 1        | -   | Peter Seier Christensen                                                                                         |
| Dansk Folkeparti                            | 22.384  | 4,3  | -6,6  | 1        | -2  | Pia Kjærsgaard                                                                                                  |
| Enhedslisten - De Rød-Grønne                | 17.107  | 3,3  | -1,9  | 1        | -1  | Trine Pertou Mach                                                                                               |
| Radikale Venstre                            | 12.259  | 2,4  | -3,4  | 1        | -1  | Zenia Stampe |
| Alternativet                                | 10.121  | 1,9  | -0,1  | 1        | -   | Sascha Faxe |
| Frie Grønne, Danmarks Nye Venstrefløjsparti | 2.564   | 0,5  | ny    | 0        | ny  | |
| Kristendemokraterne                         | 1.260   | 0,2  | -0,6  | 0        | -   | |
| Uden for partierne                          | 906     | 0,2  |       | 0        |     | |
| I alt                                       | 519.568 |      |       | 26       | -3  | |

| Parti                            | Stemmer | Pct. | +/-   | Mandater | +/- | Valgte |
| -------------------------------- | ------- | ---- | ----- | -------- | --- | --- |
| Socialdemokratiet                | 147.057 | 28,2 | +0,3  | 8        | -   | Astrid Krag, Magnus Heunicke, Rasmus Horn Langhoff, Kaare Dybvad Bek, Mette Gjerskov, Lennart Damsbo-Andersen, Kasper Roug, Henrik Sass Larsen |
| Venstre, Danmarks Liberale Parti | 126.419 | 24,3 | +4,7  | 7        | +2  | Lars Løkke Rasmussen, Marcus Knuth, Jacob Jensen, Morten Dahlin, Bertel Haarder, Stén Knuth, Louise Schack Elholm                              |
| Dansk Folkeparti                 | 56.697  | 10,9 | -14,7 | 3        | -4  | Søren Espersen, René Christensen, Liselott Blixt                                                                                               |
| SF - Socialistisk Folkeparti     | 45.992  | 8,8  | +4,9  | 3        | +2  | Jacob Mark, Astrid Carøe, Anne Valentina Berthelsen                                                                                            |
| Det Konservative Folkeparti      | 30.449  | 5,8  | +2,9  | 2        | +1  | Naser Khader, Brigitte Klintskov Jerkel |
| Radikale Venstre                 | 30.354  | 5,8  | +2,6  | 2        | +1  | Zenia Stampe, Kathrine Olldag |
| Enhedslisten - De Rød-Grønne     | 27.272  | 5,2  | -1,5  | 2        | -   | Christian Juhl, Eva Flyvholm |
| Stram Kurs                       | 14.054  | 2,7  | ny    | 0        | ny  | |
| Nye Borgerlige                   | 13.319  | 2,6  | ny    | 1        | ny  | Peter Seier Christensen |
| Alternativet                     | 10.305  | 2,0  | -1,5  | 1        | -   | Rasmus Nordqvist |
| Liberal Alliance                 | 9.289   | 1,8  | -4,4  | 0        | -1  | |
| Klaus Riskær Pedersen            | 5.329   | 1,0  | ny    | 0        | ny  | |
| Kristendemokraterne              | 4.171   | 0,8  | +0,4  | 0        | -   | |
| Udenfor partierne                | 162     | 0,0  | -0,0  | 0        | -   | |
| I alt                            | 520.869 |      |       | 29       | +2  | |

| Parti                            | Stemmer | Pct. | +/-  | Mandater | +/- | Valgte |
| -------------------------------- | ------- | ---- | ---- | -------- | --- | --- |
| Socialdemokratiet                | 146.464 | 27,9 | +2,8 | 8        | +1  | Magnus Heunicke, Astrid Krag, Pernille Rosenkrantz-Theil, Henrik Sass Larsen, Rasmus Horn Langhoff, Lennart Damsbo-Andersen, Kaare Dybvad, Mette Gjerskov |
| Dansk Folkeparti                 | 134.195 | 25,6 | +9,5 | 7        | +3  | Søren Espersen, Liselott Blixt, René Christensen, Karin Nødgaard, Merete Dea Larsen, Henrik Brodersen, Jeppe Jakobsen                                     |
| Venstre, Danmarks Liberale Parti | 102.818 | 19,6 | -6,7 | 5        | -2  | Lars Løkke Rasmussen, Marcus Knuth, Jacob Jensen, Bertel Haarder, Louise Schack Elholm                                                                    |
| Enhedslisten - De Rød-Grønne     | 35.374  | 6,7  | +1,1 | 2        | -   | Christian Juhl, Eva Flyvholm |
| Liberal Alliance                 | 32.598  | 6,2  | +1,7 | 1        | -   | Villum Christensen |
| SF - Socialistisk Folkeparti     | 20.575  | 3,9  | -5,9 | 1        | -1  | Jacob Mark |
| Alternativet                     | 18.202  | 3,5  | ny   | 1        | ny  | Rasmus Nordqvist |
| Radikale Venstre                 | 16.906  | 3,2  | -4,3 | 1        | -1  | Zenia Stampe |
| Det Konservative Folkeparti      | 15.083  | 2,9  | -1,8 | 1        | -   | Brian Mikkelsen |
| Kristendemokraterne              | 1.996   | 0,4  | +0,0 | 0        | -   | |
| Udenfor partierne                | 219     | 0,0  | -0,1 | 0        | -   | |
| I alt                            | 524.430 |      |      | 27       | +1  | |

| Parti                            | Stemmer | Pct. | +/-  | Mandater | +/- | Valgte |
| -------------------------------- | ------- | ---- | ---- | -------- | --- | --- |
| Venstre, Danmarks Liberale Parti | 139.888 | 26,3 | -1,5 | 7        | -1  | Bertel Haarder, Jacob Jensen, Karsten Nonbo, Henrik Høegh, Louise Schack Elholm, Birthe Rønn Hornbech, Flemming Damgaard Larsen      |
| Socialdemokratiet                | 133.571 | 25,1 | -0,4 | 7        | -   | Henrik Sass Larsen, Magnus Heunicke, Ole Hækkerup, Mette Gjerskov, Lennart Damsbo-Andersen, John Dyrby Paulsen, Rasmus Horn Langhoff |
| Dansk Folkeparti                 | 85.571  | 16,1 | -0,7 | 4        | -1  | Pia Kjærsgaard, René Christensen, Karin Nødgaard, Liselott Blixt                                                                     |
| SF - Socialistisk Folkeparti     | 51.952  | 9,8  | -3,0 | 2        | -1  | Astrid Krag, Ole Sohn |
| Radikale Venstre                 | 39.840  | 7,5  | +3,6 | 2        | +1  | Zenia Stampe, Rasmus Helveg Petersen                                                                                                 |
| Enhedslisten - De Rød-Grønne     | 29.959  | 5,6  | +4,0 | 2        | +2  | Christian Juhl, Nikolaj Villumsen |
| Det Konservative Folkeparti      | 24.863  | 4,7  | -3,8 | 1        | -1  | Brian Mikkelsen |
| Liberal Alliance                 | 23.857  | 4,5  | +1,8 | 1        | -   | Villum Christensen |
| Kristendemokraterne              | 2.022   | 0,4  | -0,0 | 0        | -   | |
| Udenfor partierne                | 278     | 0,1  | ny   | 0        | -   | |
| I alt                            | 531.801 |      |      | 26       | -2  | |

| Parti                            | Stemmer | Pct. | Mandater | Valgte |
| -------------------------------- | ------- | ---- | -------- | --- |
| Venstre, Danmarks Liberale Parti | 146.300 | 27,8 | 8        | Anders Fogh Rasmussen, Birthe Rønn Hornbech, Henrik Høegh, Jacob Jensen, Troels Christensen, Karsten Nonbo, Flemming Damgaard Larsen, Louise Schack Elholm |
| Socialdemokratiet                | 134.280 | 25,5 | 7        | Henrik Sass Larsen, Magnus Heunicke, Mette Gjerskov, Thomas Adelskov, Ole Hækkerup, John Dyrby Paulsen, Lennart Damsbo-Andersen                            |
| Dansk Folkeparti                 | 88.140  | 16,8 | 5        | Pia Kjærsgaard, Mia Falkenberg, Colette Brix, Henrik Brodersen, Liselott Blixt                                                                             |
| SF - Socialistisk Folkeparti     | 67.570  | 12,8 | 3        | Ole Sohn, Flemming Bonne, Astrid Krag |
| Det Konservative Folkeparti      | 44.593  | 8,5  | 2        | Helge Adam Møller, Brian Mikkelsen |
| Radikale Venstre                 | 20.721  | 3,9  | 1        | Simon Emil Ammitzbøll |
| Ny Alliance                      | 14.404  | 2,7  | 1        | Gitte Seeberg |
| Enhedslisten - De Rød-Grønne     | 8.316   | 1,6  | 1        | Line Barfod |
| Kristendemokraterne              | 2.115   | 0,4  | 0        | |
| I alt                            | 526.436 |      | 28       | |